# بایمورزینو (شهرستان بلبیفسکی، باشقیرستان)
بایمورزینو (به لاتین: Baymurzino) یک منطقهٔ مسکونی در روسیه است که در باشقیرستان واقع شده‌است.